# Droits de l'homme au Soudan du Sud
Les droits de l'homme au Soudan du Sud sont une question controversée, en raison, du moins en partie, de l'histoire violente du pays.

## Dispositions constitutionnelles
La Constitution du Sud-Soudan décrit le pays comme "une entité multiethnique, multiculturelle, multilingue, multireligieuse et multiraciale où ces diversités coexistent pacifiquement". La première partie de la constitution stipule également que "le Sud-Soudan est fondé sur la justice, l'égalité, le respect de la dignité humaine et la promotion des droits de l'homme et des libertés fondamentales".
La deuxième partie de la constitution du Sud-Soudan comprend la déclaration des droits et fournit une description complète des droits et libertés protégés par la constitution. Elle stipule que "tous les droits et libertés inscrits dans les traités, pactes et instruments internationaux relatifs aux droits de l'homme ratifiés par la République du Sud-Soudan ou auxquels elle a adhéré feront partie intégrante de la présente loi".
Le projet de loi couvre un large éventail de droits dans les domaines politique, civil, économique, social et culturel et met l'accent sur les droits des femmes, des enfants et des personnes handicapées. Le projet de loi protège également les libertés, telles que la protection contre la torture, la liberté de réunion et d'association, la liberté de culte, la liberté d'expression et la liberté des médias, parmi beaucoup d'autres.

## Punition collective civile
L'armée nationale, appelée Armée populaire de libération du Soudan, est souvent accusée d'attaquer des civils soupçonnés d'aider les rebelles.

### Campagne de désarmement Shilluk
Dans la campagne anti-insurrectionnelle de l'Armée populaire de libération du Soudan (APLS) du gouvernement pour désarmer les rébellions parmi les Shilluk et les Murle, ils ont brûlé des dizaines de villages, violé des centaines de femmes et de jeunes filles et tué un nombre incalculable de civils. Des civils alléguant avoir été torturés par l'APLS affirment que les ongles ont été arrachés, des sacs en plastique brûlants ont été arrosés sur les enfants pour que leurs parents leur remettent leurs armes et des villageois ont été brûlés vifs dans leurs huttes si des rebelles étaient soupçonnés d'y avoir passé la nuit. Le Conseil des droits de l'homme des Nations Unies a signalé bon nombre de ces violations, et le directeur frustré d'une agence d'aide internationale basée à Djouba les a qualifiées de "violations des droits de l'homme" au-delà de l'échelle de Richter". Human Rights Watch allègue que la SPLA et le groupe rebelle dirigé par John Uliny (en) sont responsables d'atrocités.

### Répression du Mouvement de libération du Soudan du Sud
Le Mouvement de libération du Soudan du Sud (en) (South Sudan Liberation Movement, SSLM) dirigé par Peter Gadet (en) s'est rebellé contre le gouvernement dirigé par la SPLA. Pour réprimer la rébellion, il est allégué que le SPLA a incendié plus de 7 000 maisons dans l'État d'Unity en mai 2011.

### Opération Restaurer la paix
À partir de mars 2012, les forces de sécurité ont exécuté une campagne de désarmement appelée « Opération Rétablir la paix » (Restore Peace) parmi les Murle dans l'État de Jonglei. Les chercheurs d'Amnesty International affirment que ces forces de sécurité ont commis des actes de torture à grande échelle sur des civils, y compris des enfants âgés de 18 mois. Un rapport de Human Rights Watch décrit comment l'APLS aurait brûlé et pillé des maisons, détruit des écoles, des églises et les locaux d'organisations humanitaires apportant une aide vitale. L'exercice de désarmement lancé s'est terminé sans grand succès.

### Guerre civile sud-soudanaise
Lors de la famine de 2017 au Soudan du Sud, le gouvernement est accusé par les États-Unis et les groupes d'aide, entre autres, d'utiliser la famine comme tactique de punition pour les populations qui soutiennent les rebelles en bloquant intentionnellement l'aide.
Amnesty International a affirmé que l'armée avait étouffé dans un conteneur maritime plus de 60 personnes accusées de soutenir l'opposition.

## Violence ethnique
Pendant la guerre d'indépendance, plus de sudistes sont morts de la main d'autres sudistes à la suite des combats internes que n'ont été tués par les nordistes. Lors du massacre de Bor (en) en 1991, environ 2 000 civils ont été tués par le SPLA-Nasir et des civils Nuer armés et 25 000 autres sont morts de la famine qui en a résulté au cours des années suivantes.
En 2010, avant l'indépendance du Soudan du Sud l'année suivante, la CIA a émis un avertissement selon lequel "au cours des cinq prochaines années ... un nouveau massacre ou génocide est le plus susceptible de se produire dans le sud du Soudan". L'armée blanche Nuer des Luo Nuer a publié une déclaration pour « anéantir toute la tribu Murle de la surface de la terre, seule solution pour garantir la sécurité à long terme du bétail des Nuer ». Des militants, dont Minority Rights Group International, ont mis en garde contre un génocide à Jonglei.
La guerre civile sud-soudanaise a tué jusqu'à 300 000 civils, y compris des atrocités notables telles que le massacre de Bentiu en 2014. Il y a des connotations ethniques entre les Dinka et les Nuer dans les combats. Le bureau des droits de l'homme des Nations unies a décrit la situation dans le pays comme "l'une des situations les plus horribles au monde en matière de droits de l'homme". Il a accusé l'armée et les milices alliées d'autoriser les combattants à violer les femmes en guise de paiement, ainsi qu'à s'emparer du bétail dans le cadre d'un accord "faites ce que vous pouvez, prenez ce que vous pouvez". Un rapport des Nations unies de 2015 a accusé l'armée de viols collectifs et de brûlures vives sur des filles et des femmes. Un rapport de l'Union africaine de 2015 a accusé les deux camps de viol, de torture et de cannibalisme forcé.
Le 23 septembre 2020, Amnesty International a déclaré que de graves violations des droits de l'homme s'étaient poursuivies même après la formation du gouvernement de transition revitalisé d'unité nationale. Les rapports de l'ONU indiquent que les combats entre les groupes ethniques se sont intensifiés de façon spectaculaire et que des forces plus organisées ont commencé à participer aux violences. Ces violences ont entraîné des enlèvements de civils, des meurtres de centaines de civils, des violences sexuelles et le déplacement de milliers de personnes.

## Libertés civiles

### Liberté politique
Après l'indépendance du Soudan du Sud en 2011, Salva Kiir Mayardit a été élu président et a révisé la constitution sud-soudanaise pour donner un grand pouvoir à l'exécutif. Kiir a utilisé ses larges pouvoirs, qui incluent l'incapacité d'être destitué et le pouvoir de licencier les gouverneurs et de dissoudre le parlement, pour renvoyer l'ensemble de son cabinet et le vice-président Riek Machar en 2013. Depuis 2014, Kiir et les élites dirigeantes ont gouverné le pays de manière de plus en plus opaque. Le public n'a guère eu son mot à dire dans l'élaboration des politiques et a été ignoré dans les discussions sur la création d'une nouvelle constitution et les pourparlers de paix visant à mettre fin à la guerre civile.
Abdel Rahman Sule (en), le chef du principal groupe d'opposition United Democratic Forum (en), est en état d'arrestation depuis le 3 novembre 2011 pour des allégations le liant à la formation d'un nouveau groupe rebelle luttant contre le gouvernement,. L'APLS est généralement intolérante à l'égard de l'opposition et, bien qu'il existe officiellement cinq partis d'opposition au Sud-Soudan, aucun d'entre eux ne dispose des ressources ou de l'expérience nécessaires pour accéder à un véritable pouvoir politique.

### Liberté de presse
En 2015, Salva Kiir a menacé de tuer des journalistes qui rapportaient « contre le pays ». Quelques jours plus tard, en août 2015, le journaliste Peter Moi a été tué lors d'une attaque ciblée, devenant ainsi le septième journaliste tué au cours de l'année. Les journalistes sud-soudanais ont alors décrété un black-out de 24 heures sur l'information. En raison de la détérioration de l'environnement dans lequel évoluent les journalistes, nombre d'entre eux pratiquent l'autocensure ou ont carrément quitté le pays.

### Société civile
Des groupes de la société civile sud-soudanaise appellent le Kenya à enquêter sur la disparition de militants sud-soudanais à Nairobi. Beaucoup pointent du doigt la présence de la sécurité sud-soudanaise au Kenya et la complicité présumée de certaines autorités kényanes.

### Système judiciaire
Le système judiciaire du Soudan ne respecte pas suffisamment l'égalité des droits pour le peuple sud-soudanais. Selon Amnesty International, le gouvernement ne garantit pas une procédure régulière et des procès équitables, et il arrête et détient également arbitrairement des personnes sans garantir leur droit à un avocat. La défection de nombreux policiers, ainsi que d'autres conflits internes, réduisent la capacité de la police et du système judiciaire à faire respecter la loi, en particulier dans des régions comme Jonglei, Unity et Upper Nile.

## Droits sociaux

### Droits des femmes
De nombreuses femmes au Soudan du Sud vivent "sans les formes élémentaires de sécurité humaine, de soins de santé ou de stabilité économique". Selon les Nations Unies, 33 % des femmes sud-soudanaises sont en situation d'insécurité alimentaire modérée ou grave.

#### La violence sexiste
La violence à l'égard des femmes est extrêmement répandue au Soudan du Sud. Le conflit prolongé dans la région conduit à une plus grande violence sexiste, telle que "la perturbation des structures communautaires et familiales, la présence d'armes, l'affaiblissement des institutions juridiques et de sécurité et l'aggravation des tensions liées au déplacement". La plus grande menace de violence envers les femmes vient de l'intérieur du foyer. En 2009, 41 % des personnes interrogées ont déclaré avoir subi des violences fondées sur le genre au cours de l'année écoulée, les formes les plus courantes étant la violence physique (47 %), la violence psychologique (44 %), la violence économique (30 %) et la violence sexuelle (13 %). Dans une évaluation de base de la sécurité humaine réalisée en 2011, 59 % des femmes interrogées avaient subi des violences sexistes à la maison et 19 % en avaient subi dans leur communauté. Dans une étude de 2013, Jennifer Scott et al. ont constaté "une acceptation écrasante de la violence à l'égard des femmes, tant par les femmes que par les hommes" dans de nombreuses communautés du Sud-Soudan. La majorité des personnes interrogées ont convenu qu'"il y a des moments où une femme mérite d'être battue et qu'une femme devrait tolérer la violence pour garder sa famille unie".
Une enquête de l'ONU a révélé que 70 % des femmes qui s'abritaient dans des camps avaient été violées depuis le début du conflit, la grande majorité des violeurs étant des policiers et des soldats. L'APLS aurait recruté des milices et des jeunes hommes dans l'État d'Unity pour reprendre les zones tenues par les rebelles. Ils ont reçu des armes et ont été payés en fonction de ce qu'ils pouvaient piller et des femmes qu'ils pouvaient capturer, qui ont été violées.
En 2021, l'autorité sanitaire du Soudan du Sud a répondu à une estimation de 330 cas de violence sexiste comme le viol, la violence physique et d'autres cas de violence sexiste. Le responsable du centre de lutte contre la violence sexiste Samuel Legge, à l'hôpital universitaire de Juba, qui est le principal hôpital de référence de la capitale Juba, a déclaré que le principal problème est le retard dans le signalement des cas de violence sexiste au centre.

### Droits des enfants

#### Le travail des enfants
Le gouvernement du Soudan du Sud a fait des efforts pour éliminer le travail des enfants et promouvoir les droits des enfants, mais leurs tentatives ont été largement inefficaces. Malgré le lancement de la campagne Enfants, pas soldats, un programme du ministère de la Défense qui a sensibilisé au problème des enfants soldats au Soudan du Sud, l'Armée populaire de libération du Soudan (SPLA) du gouvernement continue de recruter des enfants soldats et de les stationner dans des zones en proie à des conflits ou les utiliser comme gardes du corps. Le gouvernement a déployé des enfants soldats en première ligne lors des attaques de l'Armée populaire de libération du Soudan – dans l'opposition (SPLA-IO). Le SPLA-IO recrute également des enfants soldats pour combattre pour eux dans des régions comme Bentiu et d'autres parties de l'État d'Unité. Même si l'âge minimum pour le recrutement militaire volontaire est de 18 ans, tel que déterminé par la loi sur l'enfance, de nombreux enfants soldats sont beaucoup plus jeunes.
Selon le département du travail des États-Unis, malgré les dispositions de la Constitution et de la loi sur l'enfance concernant l'enseignement primaire gratuit, les parents finissent généralement par devoir payer les salaires des enseignants de leurs enfants, ce qui représente souvent un coût prohibitif pour les familles. Le coût des uniformes, les niveaux élevés d'insécurité alimentaire, le coût de la vie élevé et le manque d'accès aux écoles en raison de la médiocrité des infrastructures contribuent tous au faible taux d'achèvement de l'enseignement primaire au Soudan du Sud. Seuls 32 % des enfants âgés de 5 à 14 ans sont scolarisés et le taux d'achèvement de l'enseignement primaire est de 37 %. 46 % des enfants âgés de 10 à 14 ans travaillent et 11 % combinent travail et école.
En vertu des lois en vigueur, les enfants ne sont tenus de fréquenter l'école que jusqu'à l'âge de 13 ans. Cependant, les enfants ne sont pas légalement autorisés à travailler avant l'âge de 14 ans, ce qui les rend les plus vulnérables aux violations du travail des enfants entre 13 et 14 ans.
Les agences juridiques du Soudan du Sud ont pris des mesures pour lutter contre le travail des enfants en créant des comités gouvernementaux chargés d'établir des mécanismes d'orientation pour signaler et traiter les violations, mais ces agences sont restées largement inactives.

#### Le mariage d'enfants
Près de la moitié des filles âgées de 15 à 19 ans sont mariées, certaines filles étant contraintes de se marier dès l'âge de 12 ans. En raison du mariage des enfants, seulement 37 % des filles fréquentent l'école primaire, contre 51 % des garçons. Malgré une loi de 2008 qui protège les filles du mariage précoce, le mariage des enfants est toujours extrêmement répandu. Cela est dû aux opinions culturelles répandues selon lesquelles se marier tôt est dans le meilleur intérêt des filles, car cela permet aux familles d'accéder à des ressources qui sont traditionnellement versées sous forme de dot.

### Droits LGBT
Les personnes lesbiennes, gays, bisexuelles et transgenres (LGBT) au Soudan du Sud sont confrontées à des défis juridiques que ne connaissent pas les résidents non LGBT. L'activité sexuelle entre hommes de même sexe est illégale et passible d'une peine pouvant aller jusqu'à dix ans d'emprisonnement, bienqu'elle ne soit pas appliquée. Les personnes LGBT sont régulièrement poursuivies par le gouvernement et sont en outre confrontées à la stigmatisation au sein de la population en général. Le rapport 2011 sur les droits de l'homme du département d'État américain a révélé une discrimination sociétale «répandue» contre les homosexuels et les lesbiennes et a déclaré qu'il n'y avait aucune organisation LGBT connue.

### Droits des minorités ethniques
Le Soudan du Sud est un pays ethniquement diversifié, avec plus de 60 grands groupes ethniques différents. Les groupes ethniques les plus importants sont les Dinka, les Nuer et les Shilluk. En raison de sa diversité, selon le chercheur Jok Madut Jok, "l'insécurité qui adopte des lignes de fracture ethniques est susceptible de conduire à l'érosion du type d'unité politique qui avait été soutenue par les guerres de libération et l'opposition au nord du Soudan". La violence ethnique a englouti une grande partie du Soudan du Sud et a sapé les tentatives de créer une cohésion ethnique. Cela renforce également la pauvreté et met à rude épreuve les relations ethniques, "conduisant à une concurrence ethnique pour des ressources et des fonctions politiques limitées". Les rivalités ethniques rendent le développement presque impossible en raison de l'insécurité et de la violence qu'elles engendrent.
Le droit interne du Soudan du Sud interdit les discours de haine et punit l'incitation à la violence de 1 à 20 ans d'emprisonnement. Cependant, le discours de haine contre les minorités ethniques au Soudan du Sud a continué d'être pratiqué. Un rapport de la MINUSS indique que "les stéréotypes [généralisés], la création et l'utilisation d'images "ennemies" [et] les discours de haine équivalant à une incitation à la violence ont également exacerbé les conflits". Ces messages incluent des propositions d'anéantir les communautés et de retirer les groupes ethniques de leurs terres.

### Droits des minorités religieuses
La Constitution du Soudan du Sud déclare la séparation de la religion et de l'État et interdit la discrimination religieuse. Elle stipule que "[toutes] les religions doivent être traitées de la même manière et la religion des convictions religieuses ne doit pas être utilisée à des fins de division.
La majorité de la population sud-soudanaise est chrétienne, et il existe également une importante minorité musulmane.
Au cours des dernières années, le gouvernement de l'État d'Équatoria central a détruit trois mosquées sur des terres gouvernementales. Le Conseil islamique du Soudan du Sud a travaillé avec le bureau exécutif et le gouvernement de l'État pour discuter d'une indemnisation pour les mosquées qui ont été détruites. Les chefs religieux des religions chrétienne et musulmane discutent fréquemment de la représentation appropriée de la religion au sein du gouvernement. Les dirigeants de tous les principaux groupes religieux du Soudan du Sud sont présents lors des cérémonies publiques, comme l'ouverture de l'Assemblée nationale et les célébrations de la fête de l'indépendance. Les écoles primaires publiques du Soudan du Sud ont un cours d'éducation religieuse obligatoire et les élèves peuvent choisir entre un cours de religion chrétienne et un cours de religion islamique.

## Cadre juridique international
La République du Soudan du Sud s'est volontairement engagée en octobre 2013 à se porter candidate au Conseil des droits de l'homme. Elle a déclaré que son intérêt à rejoindre le Conseil des droits de l'homme résultait de "son désir à la fois de contribuer à la promotion des droits de l'homme, sur la base des principes qui ont inspiré sa lutte de libération, et de profiter de sa qualité de membre pour approfondir sa connaissance de la droits et renforcer sa capacité à promouvoir et à protéger ces droits ».
- Pacte international relatif aux droits civils et politiques, 1966
- Pacte international relatif aux droits économiques, sociaux et culturels, 1966
- Charte africaine des droits de l'homme et des peuples, 1981
- Convention régissant les aspects propres aux problèmes des réfugiés en Afrique (en), 1969
- Convention sur l'élimination de toutes les formes de discrimination à l'égard des femmes et son protocole facultatif, 1979
- Convention internationale sur l'élimination de toutes les formes de discrimination raciale, 1965
- Convention relative aux droits de l'enfant, 1989
- Convention contre la torture et autres peines ou traitements cruels, inhumains ou dégradants, 1984
- Convention sur l'interdiction de l'emploi, du stockage, de la production et du transfert des mines antipersonnel et sur leur destruction, 1997

En 2015, le Soudan du Sud a ratifié cinq traités internationaux relatifs aux droits humains. Ces traités sont la Convention sur l'élimination de toutes les formes de discrimination à l'égard des femmes et son Protocole facultatif, la Convention contre la torture et autres peines ou traitements cruels, inhumains ou dégradants et son Protocole facultatif, et la Convention relative aux droits de l'enfant.